# Девина
Девина (словен. Devina) — поселення в общині Словенська Бистриця, Подравський регіон‎, Словенія.